# باول دوغلاس (طبال)
باول دوغلاس (بالإنجليزية: Paul Douglas)‏ هو طبال جامايكي، ولد في 1950 في أبرشية القديس آن ‏ في جامايكا.

## معرض صور

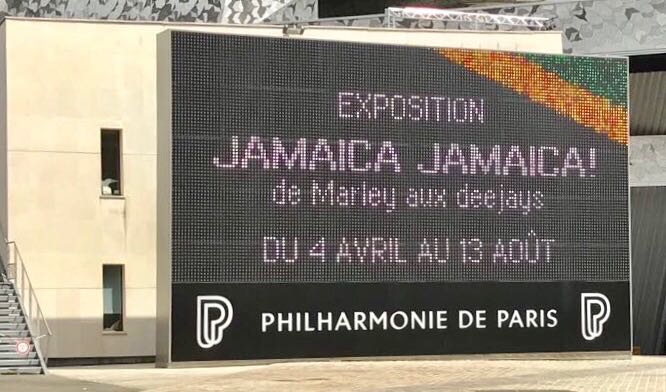
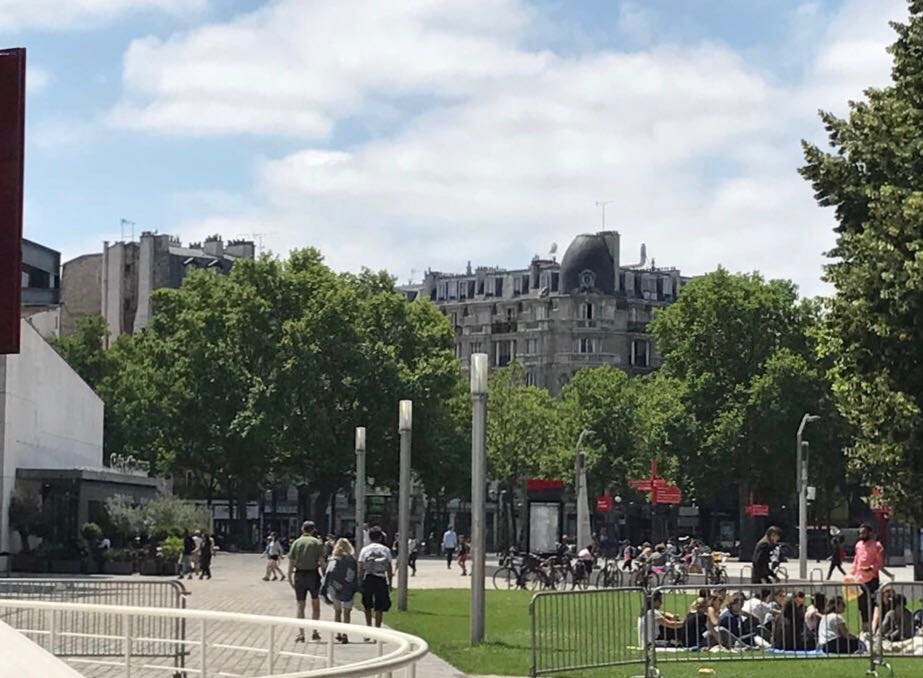
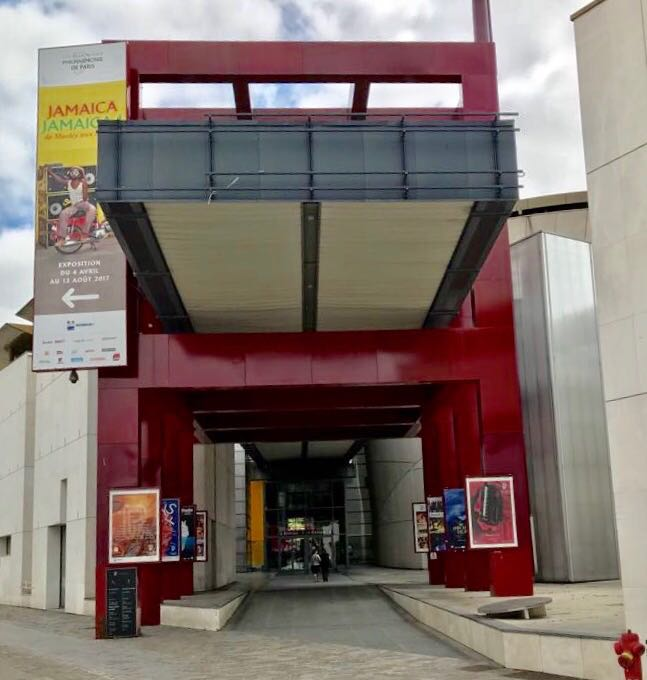
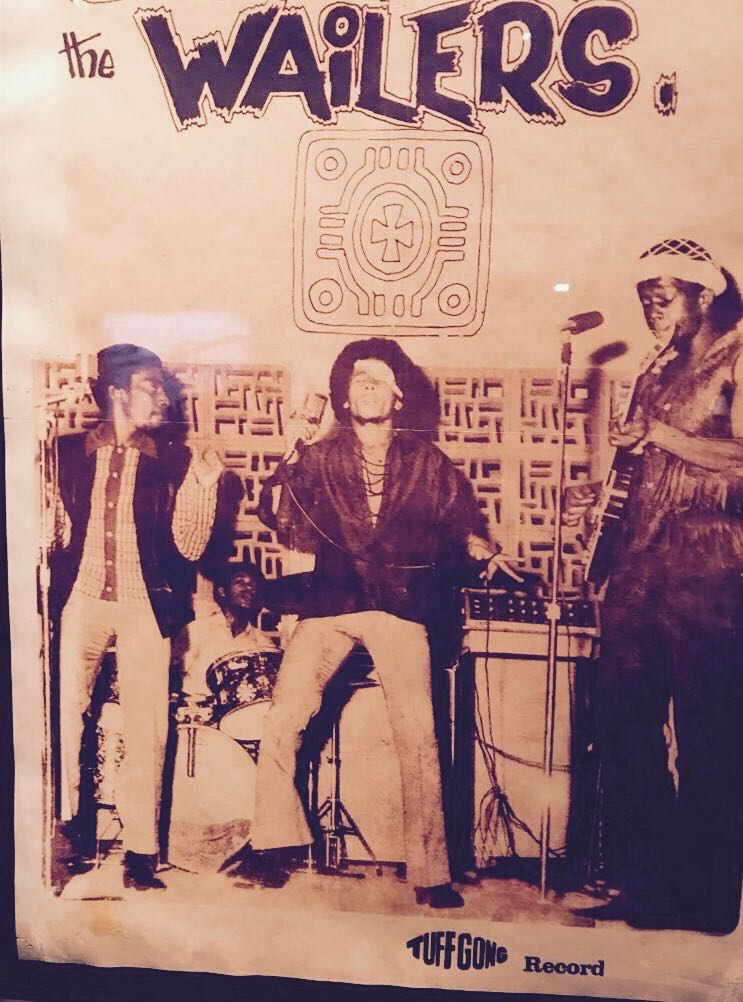